# Asa Dotzler
Asa Dotzler (pronunciado / eɪsə dɒtslər /), nascido em Summertown, Tennessee, em 5 de junho de 1974, é mais conhecido por seu trabalho como coordenador da comunidade Mozilla em vários projetos. Ele foi o fundador da Mozilla Quality Assurance (QA) e Teste de Programa, que cresceu sob sua liderança a partir de apenas um pequeno número de respondentes Dotzler quando aderiu ao projeto para dezenas de milhares de voluntários de hoje. 
Dotzler também é co-fundador do projeto Spread Firefox, lançado em outubro de 2004, quando ele liderou o programa de comercialização Mozilla open source. Spread Firefox é responsável por capacitar os membros da comunidade para aumentar a conscientização do popular navegador web. Hoje, ele trabalha com o time de Evangelização da Tecnologia Mozilla, auxiliando as pessoas a compreender, construir e se beneficiar da Open Web. 
Dotzler tem sido um membro ativo da comunidade Mozilla desde 1998. Após o trabalho voluntário de mais de um ano, Dotzler aderiu "staff@mozilla.org", a liderança para a equipe da organização Mozilla, e tem desempenhado um papel fundamental no desenvolvimento de produtos, incluindo o lançamento do Mozilla 1.0 e o lançamento do navegador Mozilla Firefox e do cliente de e-mail Mozilla Thunderbird.